# Videogiochi per Nintendo DS
La seguente lista elenca i principali videogiochi pubblicati su console Nintendo DS.

## Numeri
- 42 classici senza tempo
- 101-in-1 Explosive Megamix
- 101-in-1 Sports Megamix
- 7 Wonders of the Ancient World
- 7th Dragon
- 100 giochi da tavolo
- 100 Classic Book Collection

## A
- Art Academy
- Ace Attorney Investigations: Miles Edgeworth
- Actionloop
- Actua Pool
- Advance Wars: Dark Conflict
- Advance Wars: Dual Strike
- Affari tuoi
- Age of Empires: Mythologies
- Age of Empires: The Age of Kings
- Air Traffic Chaos
- Alex Rider: Stormbreaker
- Alice nel Paese delle Meraviglie
- Alla ricerca di Nemo: Fuga nell'oceano
- America's Next Top Model
- Amici
- Amici 2009
- Amici Per Sempre
- Animal Crossing: Wild World
- Animal Genius
- Animal Paradise
- Animaniacs: Lights, Camera, Action!
- Ankh e La Maledizione del Re Scarabeo
- Another Code: Two Memories
- Apollo Justice: Ace Attorney
- Aquarium by DS
- Arctic Tale
- Arthur and the Invisibles: The Game
- Asphalt 2: Urban GT
- Asphalt: Urban GT
- Assassin's Creed: Altaïr's Chronicles
- Assassin's Creed II: Discovery
- Asterix alle Olimpiadi
- Asterix & Obelix XXL 2 Mission: Wifix
- ATV:d Frenzy
- Avatar: The Last Airbender
- Avatar: The Last Airbender - Into the Inferno
- Avatar: The Last Airbender - The Burning Earth
- A Witch's Tale

## B
- Batman the brave and bold
- Beyblade Metal Fusion
- Beyblade Metal Masters: Nightmare Rex
- Beauty Salon
- Bakegyamon Ayakashi Fighting
- Bakugan: Battle Brawlers
- Battles of Prince of Persia
- Battles spirits brave
- Barbie Horse Adventures: Riding Camp
- Billiard Action
- Big Brain Academy
- Big Mutha Truckers
- Bleach: The Blade of Fate
- Bleach: The 3rd Phantom
- Bleach DS 2nd
- Bleach: The 4th Flame Bringer
- Bleach: Dark Souls
- Blood of Bahamut
- Bomberman Land Touch!
- Boulder Dash Rocks!
- Brain Challenge
- Brain Training
- Brothers in Arms DS
- Bubble Bobble Revolution
- Bubble Bobble DS
- Burnout Legends
- Bust-A-Move DS
- Bunny
- Barbie In The 12 Dancing Princesses
- Barbie as the Island Princess
- Bratz: Forever Diamondz
- Bratz: 4 Real
- Bratz: Super Babyz
- Big Catch: Bass Fishing
- Big Bang Mini
- Bolt
- B Team: Metal Cartoon Squad
- Blazer Drive
- Ben 10: Omniverse
- Ben 10: Protector of Earth
- Ben 10: Alien Force
- Ben 10 Alien Force: Vilgax Attacks
- Ben 10 Ultimate Alien:Cosmic Destruction

## C
- Call of Duty: World at War
- Call of Duty: Black Ops
- Call of Duty: Modern Warfare 2
- Call of Duty: Modern Warfare 3
- Call of Duty 4: Modern Warfare
- Carnival, Arriva il Luna Park!
- Cars - Motori ruggenti
- Cake Mania
- Cake Mania 2
- Cake Mania 3
- Camp Rock 2: the final jam
- Catz
- Catz 2
- Castlevania: Dawn of Sorrow
- Castlevania: Order of Ecclesia
- Castlevania: Portrait of Ruin
- Chibi-Robo: Park Patrol
- ChessMaster: The Art of Learning
- Children of Mana
- City Life DS
- Code Lyoko
- Contact
- Contra 4
- Cooking Mama
- Cooking Mama 2: Dinner With Friends
- Cooking Mama 3: Shop & Chop
- Cooking Mama: Hobbies & Fun
- Cookie & Cream
- Crash Boom Bang!
- Crash of The Titans
- CSI: Dark Motives
- Custom Robo Arena
- Crash: Mind Over Mutant
- Chi Vuol Essere Milionario: Prima Edizione
- Chi Vuol Essere Milionario: Seconda Edizione
- Chicken Little Ace In Action
- Colour Cross
- Cosmetic Paradise
- Cross WorDS
- Clever Kids: Pony World
- Chicken Shoot
- Cartoon Network Racing
- Code Lyoko
- Code Lyoko of fall X.A.N.A
- Chameleon: To Dye For!
- Claymore: Gingan no Majo
- c.o.p.:the recruit
- crezy machine

## D
- Deep Labyrinth
- Dementium: The Ward
- Dementium II
- Diddy Kong Racing DS
- Dragon Ball Z: Supersonic Warriors 2
- Dragon Ball Z: Goku Densetsu
- Dragon Ball: Origins
- Dragon Ball Z: Harukanaru Densetsu
- Dragon Ball Kai: Saiyan Invasion
- Dragon Booster
- Dragon Quest Monsters: Joker
- Dragon Quest Monsters: Joker 2
- Dragon's: battaglie tra giganti
- Drawn to Life
- Drawn to Life: Spongebob Squarepants Edition
- Drone Tactics
- Donkey Kong: Jungle Climber
- Dr. Kawashima's Brain Training
- DS Air
- DS Nishimura Kyoutarou Suspense
- Dogz
- Dogz 2
- Dynasty Warriors Fighter's Battle
- Disney Friends
- Disney Principesse: I Gioielli Magici
- Disney Fairies: Trilli
- Deep Labyrinth
- Dead'N'Furious
- Digimon Championship
- Digimon Story
- Digimon Story: Lost Evolution
- Digimon Story: Sunburst e Moonlight
- Digimon Story: Super Xros Wars Red and Blue
- Diner Dash
- Diner Dash 2: Restaurant Rescue
- Diner Dash: Flo on the Go
- Diner Dash: Hometown Hero
- Death Note: L o tsugu mono
- Death Note: Kira Game
- Dinosaur King
- DungeonMaker

## E
- EA Playground
- Electroplankton
- Elite Beat Agents
- English Training: Migliora il tuo inglese divertendoti!
- Eragon
- Elf Bowling 1 & 2
- Exit DS
- Eindeloos Mahjong
- Evolution GT

## F
- Fast Food Panic
- Fish Tycoon
- Final Fantasy Crystal Chronicles: Ring of Fates
- Final Fantasy Fable: Chocobo Tales
- Final Fantasy Tactics A2: Grimoire of the Rift
- Final Fantasy III
- Final Fantasy IV
- Final Fantasy XII: Revenant Wings
- Fire Emblem: Shadow Dragon
- Fire Emblem: Shin Monshō no Nazo: Hikari to Kage no Eiyū
- Ford Racing 3
- Frogger: Helmet Chaos
- Fullmetal Alchemist: Dual Sympathy
- Feel The Magic: XY/XX
- Fantasy Aquarium by DS
- F24 Stealth Fighter
- Fossil Fighters
- Fifa Football 2004
- Fifa Word Cup 2006
- Fifa Football 2005
- Fifa 06
- Fifa 07
- Fifa 08
- Fifa 09
- Fifa 10
- Fifa 11
- FIFA Street 2
- FIFA Street 3

## G
- Gardening Mama
- Garfield's Nightmare
- Ghost trick
- Glory Days 2
- Giulia Passione Chef
- Giulia Passione Ballerina
- Giulia Passione Pittrice
- Giulia Passione Amiche & Segreti
- Giulia Passione Top Model
- Giulia Passione Arredatrice
- Giulia Passione Baby Sitter
- Giulia Passione Cucina
- Giulia Passione Matrimonio da Sogno
- Giulia Passione Pop Star
- Giulia Passione Stilista
- Giulia Passione Veterinaria
- Giulia Passione Baby Club
- Giulia Passione Esperta di Bellezza
- Giulia Passione Giornalista
- Giulia Passione Ginnastica
- Giulia Passione Maestra
- Giulia Passione Danza Moderna
- Giulia Passione Dottoressa
- Giulia Passione Equitazione
- Giulia Passione Stella del Cinema
- Giulia Passione Boutique
- Giulia Passione Party da Sogno
- Giulia Passione Vacanze da Sogno
- Grand Theft Auto: Chinatown Wars
- Gli Incredibili: L'ascesa del minatore
- Godzilla Unleashed: Double Smash
- Goldneye: Rogue Agent
- Giù Per Il Tubo
- Germany's Next Top Model
- Girls Life: Crea i Tuoi Gioielli
- Girls Life: Glamour Look
- Girls Life: Crea la Tua Moda
- Gunpey DS
- Guitar Hero: On Tour
- Guitar Hero: On Tour: Decades
- Guilty Gear: Dust Strikers
- Gyakuten kenji 2

## H
- Hair Stylist: Crea il tuo look
- Hamsterz Life
- Hamsterz 2
- Hannah Montana: Music Jam
- Happy Feet
- Happy Cooking
- Harry Potter e Il Calice di Fuoco
- Harry Potter e L'Ordine della Fenice
- Harry Potter e Il Principe Mezzosangue
- Harry Potter e i Doni della Morte: Parte 1
- Harry Potter e i Doni della Morte: Parte 2
- Harvest Moon DS
- Harvest Moon DS Cute
- Harvest Moon e l'Isola della Felicità
- Hello Kitty: Big City Dreams
- Hello Kitty: Daily
- Hell's Kitchen
- Henry Hatsworth in the Puzzling Adventure
- Heroes Of Mana
- High School Musical: Makin' The Cut
- High School Musical: Tutti In Scena
- High School Musical 2: Work This Out!
- High School Musical 3: Senior Year
- Honeycomb Beat
- Horsez
- Hoshigami
- Hotel Bau
- Hotel Dusk: Room 215
- Hot Wheels: Beat That!
- Hurry Up Hedgehog

## I
- Image Journalist
- I Robinson: Una Famiglia Spaziale
- I Simpson - Il videogioco
- Inazuma Eleven
- Inazuma Eleven 2
- Inazuma Eleven 3
- Itadaki Street DS
- Il Mio Coach: Arricchisco Il Mio Vocabolario
- Il Mio Coach: Arricchisco Il Mio Inglese
- Il Mio Coach: Imparo Il Cinese
- Il Gioco Della Casa Buffa
- Inkheart
- Infinite Space
- Igor: The Game
- Il Mio Coach Di Benessere: Smetto Di Fumare Con Allen Carr
- Il Mio Personal Trainer Di Yoga
- Il Mio Coach Di Benessere: Controllo Il Mio Peso
- International Athletics
- I Giochi Del Corriere Della Sera: Giocaparola
- Il Mio Diario Segreto
- I Fantastici 4 e Silver Surfer
- Ice Age 2
- Ice Age 3
- Il professor Layton e il paese dei misteri
- Il professor Layton e lo scrigno di Pandora
- Il professor Layton e il futuro perduto
- Il professor Layton e il richiamo dello spettro
- Izuna: Legend of the Unemployed Ninja
- Il Mio Cucciolo: Mici Amici
- Il Mio Cucciolo: Cocoriti Colorati
- Il Mio Cucciolo: Fidi Eroi
- Il Mio Cucciolo: Allegri Delfini
- Il Mio Cucciolo: Teneri Pony
- Il Mio Cucciolo: Veterinari allo Zoo

## J
- Jam Sessions
- James Cameron's Avatar: The Game
- Jump Super Stars
- Jump Ultimate Stars
- Justice League Heroes
- Jackass: The Game
- Juiced 2: Hot Import Nights
- Jet Impulse
- James Cameron's Avatar: Il gioco
- Jonas

## K
- Kingdom Hearts Re:Coded
- Kingdom Hearts 358/2 Days
- Kirby: Canvas Curse
- Kirby: Squeak Squad
- Kirby: Super Star Ultra
- Korg-DS10 Synthesizer
- Kung Fu Panda: Guerrieri Leggendari
- Kameleon
- Kim Possible: Kommunicator
- Kakuromaniacs
- Kira Kira Pop Princess

## L
- Lara Croft: Tomb Raider Legend
- Last Window: Il segreto di Cape West
- Let's Yoga
- Looney Tunes: Cartoon Concerto
- Looney Tunes: Duck Amuck
- Lost in Blue
- Lost in Blue 2
- Lost in Blue 3
- Lost Magic
- LovePlus
- Luminous Arc
- Lunar Knights
- Lunar Dragon Song
- Lunar Genesis
- Lego Star Wars: The Complete Saga
- Lego Star Wars II: The Original Trilogy
- LEGO Indiana Jones: Le avventure originali
- LEGO Indiana Jones 2: L'avventura continua
- Lego Batman
- LEGO Rock Band
- Lego Harry Potter: Anni 1-4
- La Guida In Cucina: Che Si Mangia Oggi?
- Littlest Pet Shop: Garden
- Littlest Pet Shop: Winter
- Littlest Pet Shop: Spring
- Littlest Pet Shop: Jungle
- La Sirenetta: Ariel e Le Avventure Sottomarine
- La Mia Clinica Per Cani: La Vita Di Emma
- Let's Play: La Maestra
- Le Cronache di Narnia: Il Leone, La Strega e L'Armadio
- Le Cronache di Narnia: Il Principe Caspian
- Labyrinth
- L'era glaciale 3 - L'alba dei dinosauri
- L: The Prologue to Death Note - Rasen no trap
- Lego Battles

## M
- Madagascar kartz
- Mage Knight: Destiny's Soldier
- Magical Starsign
- Mario Slam Basketball
- Mario Kart DS
- Mario & Luigi: Fratelli nel Tempo
- Mario & Luigi: Viaggio al Centro di Bowser
- Mario & Sonic ai Giochi Olimpici
- Mario & Sonic ai Giochi Olimpici Invernali
- Mario vs. Donkey Kong: Parapiglia a Minilandia
- Mario vs. Donkey Kong 2: La Marcia dei Minimario
- Mario Party DS
- Maths training
- Marvel Trading Card Game
- MegaMan Battle Network 5
- MegaMan Star Force
- MegaMan ZX
- Megaman ZX Advent
- Megamind
- Metal Slug 7
- Meteos
- Meteos: Disney Magic
- Metroid Prime Hunters: First Hunt
- Metroid Prime: Pinball
- Metroid Prime: Hunters
- Micro Machines V4
- Mind Quiz
- MinDStorm
- Mr. Driller: Drill Spirits
- Meet the Robinson
- Monster Trucks DS
- More Brain Training
- My Animal Center in Australia
- My Sims
- MySims Kingdom
- MySims Party
- MySims SkyHeroes
- Mystery Case Files: Millionheir
- My Frogger Toy Trials
- Mystery Detective
- Mystery Detective 2
- Madagascar
- Madagascar 2
- Miss Spider's Sunny Patch Friends
- Monster House
- Mr. Bean
- More Brain Training from Dr. Kawashima: How Old Is Your Brain?
- Martina In Montagna
- Math Play
- Mystery Mansion
- Matchstick Puzzle by DS
- My Boyfriend
- My Pet Hotel 2
- My Farm Around The World
- Mechanic Master
- Madden NFL 2005
- Madden NFL 06
- Madden NFL 07
- Madden NFL 08
- Madden NFL 09
- Marvel Nemesis: L'Ascesa Degli Esseri Imperfetti
- Mahjongg DS
- Mah Jong Quest: Expeditions
- MechAssault Phantom War
- Miami Crisis
- Monopoly - Boogle - Yahtzee - Battleship
- Moon
- Martyn Mystery - Monster Invasion
- My Baby Boy

## N
- Nanostray
- Nanostray 2
- Naruto Dairasen Kage Bunshin
- Naruto Shinobi Retsuden
- Naruto Ninja Destiny
- Naruto Ninja Destiny 2
- Naruto Ninja Council
- Naruto Ninja Council 3
- Naruto Shippuden: Ninja Council 4
- Need for Speed Carbon: Own The City
- Need for Speed: Most Wanted
- Need for Speed: Nitro
- Need for Speed: Underground 2
- Need for Speed: ProStreet
- Need for Speed: Undercover
- New Super Mario Bros.
- Ninja Gaiden Dragon Sword
- Ninja Reflex
- Nintendogs
- Nancy Drew: The Mistery Of The Clue Bender Society
- Nintendo Touch Golf: Birdie Challenge
- New Zealand Story: Revolution
- Nicktoons: Attack of the Toybots

## O
- Orcs & Elves
- Overlord: Minions

## P
- Pac-Man World 3
- Pac'n Roll
- Pac-Pix
- Paint By DS
- Panzer Tactics DS
- Pawly Pets: My Pet Hotel
- Phoenix Wright: Ace Attorney
- Phoenix Wright: Ace Attorney - Trials and Tribulations
- Phoenix Wright: Ace Attorney - Justice for All
- Peter Pan's Plakyground
- Peter Jackson's: King Kong
- Petz my kitten family
- Picross 3D
- Picross DS
- Pictoimage
- Ping Pals
- Pirati Dei Caraibi: La Maledizione Del Forziere Fantasma
- Plants vs Zombies
- Planet 51: Il videogioco
- Planet Puzzle League
- Pogo Island
- Pokémon Dash
- Pokémon Platino
- Pokémon Link
- Pokémon Mystery Dungeon: Squadra rossa e Squadra blu
- Pokémon Mystery Dungeon: Esploratori del tempo ed Esploratori dell'oscurità
- Pokémon Mystery Dungeon: Esploratori del cielo
- Pokémon Diamante e Perla
- Pokémon Ranger
- Pokémon Ranger: Ombre su Almia
- Pokémon Ranger: Tracce di luce
- Pokémon Conquest
- Pokémon HeartGold e SoulSilver
- Pokémon Nero e Bianco
- Pokémon Nero 2 e Bianco 2
- Polarium
- Pony Friends
- Ponyz
- Prince of Persia: Le sabbie dimenticate
- Prince of Persia: The Fallen King
- Princess Natasha
- Pro Evolution Soccer 6
- Pro Evolution Soccer 2008
- Il professor Layton e lo scrigno di Pandora
- Il professor Layton e il paese dei misteri
- il professor Layton e il futuro perduto
- il professor Layton e il richiamo dello spettro
- Project Hacker: Kakusei
- Project Rub
- Prova Del 10: Avventure Nel Mondo Della Matematica
- Purr Pals
- Puyo Pop Fever
- Puzzle Quest: Challenge of the Warlords
- Puzzle Bobble DS
- Puzzler Collection

## Q
- Questo L'Ho Fatto Io: Boys
- Questo L'Ho Fatto Io: Girls
- Quantum of Solace

## R
- Race Driver: Create & Race
- Rafa Nadal Tennis
- Rayman DS
- Rayman Raving Rabbids
- Rayman Raving Rabbids 2
- Resident Evil: Deadly Silence
- Ridge Racer DS
- Robot
- Rune Factory a fantasy harvest moon
- Rune Factory 2 a fantasy harvest moon
- Rune Factory 3 a fantasy harvest moon
- Rubik's Puzzle World
- Rayman Raving Rabbids: TV Party
- Rainbow Island: Revolution
- Rhythm Paradise
- Rhythm'n
- Rabbids Go Home: A Comedy Adventure
- Rummikub

## S
- Sailor Moon: La luna splende
- Safecracker
- Sam Powers: Policeman
- Sega Casino
- Scribblenauts
- SimCity DS
- SimCity Creator
- Slide Adventure: Mag Kid
- Solatorobo: Red the Hunter
- Soma Bringer
- Sonic Chronicles: La Fratellanza Oscura
- Sonic & SEGA All-Stars Racing
- Sonic Colours
- Sonic Rush
- Sonic Rush Adventure
- Soul Eater: Medusa No Inbou
- Spectrobes
- Spectrobes: Oltre i portali
- Star Fox: Command
- Star Wars Lethal Alliance
- Star Wars Episodio III: La vendetta dei Sith
- Star Wars: The Clone Wars
- Star Wars: Il potere della forza
- Sudoku Master
- Sudoku Gridmaster
- Sudoku DS
- Super Mario 64 DS
- Super Princess Peach
- Super Mario Bros.
- Super Robot Taisen W
- Stelle Sul Ghiaccio
- Stelle Del Pop
- Stelle a Passo Di Danza
- Super Monkey Ball
- Spore Creatures
- Starz
- Super Fruit Fall
- Sam Power: Missione Poliziotto
- Sam Power: Missione Calciatore
- Sam Power: Missione Pompiere
- Sam Power: Missione Riparatutto
- Skate It
- Spanish for Everyone
- Spider-Man 2
- Spider-Man 3
- Spider-Man: Friend Or Foe
- Spider-Man: Battle For New York
- Spider-Man: Il Regno Delle Ombre
- SimAnimals
- Spongebob Squarepants: Il vendicatore in giallo
- Spongebob's Truth or Square
- Spyro: Shadow Legacy
- Star Trek: Tactical Assault
- Scooby-Doo!: Unmasked
- Scooby-Doo!: Who's Watching Who?
- Shrek: Super Slam
- Shrek: Smash n' Crash Racing
- Shrek terzo
- Shrek: Tutti Al Luna Park
- Sprung: The Dating Game
- Secret Flirts
- Sherlock Holmes: Il mistero della mummia
- Style Boutique
- Suikoden Tierkreis
- Supermodel: Makeover

## T
- Tamagotchi Connexion: Corner Shop
- Tamagotchi Connexion: Corner Shop 2
- Tamagotchi Connexion: Corner Shop 3
- Tales of the Tempest
- Teenage Mutant Ninja Turtles 3: Mutant Nightmare
- Tenchu: Dark Secret
- Tetris DS
- Time Hollow
- The Amazing Spider-Man (videogioco 2012)
- The Legend of Spyro: A New Beginning
- The Legend of Spyro: L'alba del drago
- The Legend of Spyro: The Eternal Night
- The Legend of Zelda: Phantom Hourglass
- The Legend of Zelda: Spirit Tracks
- The Sims 2: Pets
- The Sims
- The Sims 2
- The Sims 3
- The Sims 2: Island
- The Urbz: Sims in the City
- The Rub Rabbits!
- The World Ends with You
- Theme Park
- Tingle Sboccia: Tra Le Rose Di Rupilandia
- Tom Clancy's Splinter Cell: Chaos Teory'
- Tony Hawk's: American Sk8land
- Tony Hawk's: Downhill Jam
- Top Model Academy
- Touch Darts
- Touch Golf
- TouchMaster DS
- Trace Memory
- Training For Your Eyes: Hai mai pensato di allenare e rilassare i tuoi occhi?
- Transformers: Autobots
- Transformers: Decepticons
- Transformers Animated: The Game
- Transformers: La vendetta del caduto - Autobots
- Transformers: La vendetta del caduto - Decepticons
- Trauma Center: New Blood
- Trauma Center: Second Opinion
- Trauma Center: Under the Knife
- Trauma Center: Under the Knife 2
- Travel Coach
- Trioncube
- The Nightmare
- Training di matematica del prof. Kageyama
- The Settlers
- Toy Shop Tycoon
- Trova Le Differenze!
- Tropix!: Your Island Getaway
- Toon-Doku: Sudoku With Pictures!
- Tomb Raider: Legend
- Turn It Around
- Totally Spies! 2: Undercover
- Totally Spies! 3: Missioni Segrete
- The Professor's Brain Trainer: Logic
- The Professor's Brain Trainer: Memory
- Tom and Jarry Tales
- Top Model Dell'Anno
- Toy Story 3: The Video Game
- Track Mania

## U
- Ultimate Mortal Kombat
- Uno - Skip-Bo - Uno Freefall
- Ultimate Spider-Man

## V
- Valkyrie Profile: Covenant of the Plume
- Viewtiful Joe: Double Trouble
- Virtual Toys
- Viva Piñata: Pocket Paradise
- Viaggio Al Centro Della Terra
- Vegas Casino High 5!
- Vegas Casino
- Viva Piñata: Pocket Paradise

## W
- WALL•E
- Walk with Me
- WarioWare D.I.Y (Made in Ore)
- Warioware: Touched!
- Wario: Master Of Disguise!
- Winning Eleven DS: Goal X Goal
- Worms: Open Warfare
- Worms: Open Warfare 2
- WWE SmackDown vs. Raw 2008
- WWE SmackDown vs. Raw 2009
- WWE SmackDown vs. Raw 2010
- Winx Club: Secret Diary 2009
- Willy Wonka La Fabbrica Di Cioccolato
- Weppy Dog (2011)

## Y
- Yoshi's Island DS
- Yoshi Touch & Go
- Yu-Gi-Oh GX: Spirit Caller
- Yu-Gi-Oh: Nightmare Troubadour
- Yu-Gi-Oh: World Championship 2007
- Yu-Gi-Oh: World Championship 2008
- Yu-Gi-Oh 5D'S Stardust Accelerator: World Championship 2009
- Yu-Gi-Oh 5D'S World Championship 2010 Reverse Of Arcadia
- Yu-Gi-Oh 5D'S World Championship 2011 Over the Nexus

## X
- Xiaolin Showdown

## Z
- Zendoku
- Zoo Keeper
- Zoo Tycoon DS
- Zoo Tycoon DS 2
- Zubo